# Jorge Eduardo Costilla Sánchez
Jorge Eduardo Costilla Sánchez (Matamoros, Tamaulipas; 6 de enero de 1971) es un exnarcotraficante mexicano y  exlíder de la organización criminal de tráfico de drogas conocida como el Cártel del Golfo. Fue detenido por la Marina Armada de México el 12 de septiembre de 2012. Posteriormente, fue extraditado el 30 de septiembre de 2015 por la PGR a los Estados Unidos de América. El 26 de septiembre de 2017, se declaró culpable de conspiración para distribuir cocaína y marihuana en Estados Unidos. Fue sentenciado a cadena perpetua y se le ordenó pagar una multa de 5 millones de dólares.

## Carrera criminal
Costilla nació el 6 de enero de 1971. De 1992 a 1995 trabajó como oficial de policía de la ciudad de Matamoros, donde se familiarizó con el tráfico de drogas.
Después de que Osiel Cárdenas Guillén tomó el control del cártel del Golfo en 1996, eligió a Costilla como su lugarteniente. El cártel del Golfo es responsable de la importación y distribución de miles de kilogramos de cocaína y marihuana a Estados Unidos anualmente. Después de la detención del mayor Osiel Cárdenas, Costilla tomó el control y se convirtió en socio de Heriberto Lazcano y Héctor Manuel Sauceda Gamboa (El Karis). Sauceda fue asesinado en un tiroteo con la Policía Federal el 17 de febrero de 2009, y Heriberto Lazcano formó su propio cártel rival, Los Zetas.
Fracturado a partir de la caída de Antonio Ezequiel Cárdenas Guillén el 5 de noviembre de 2010 y las subsecuentes ejecuciones de sus seguidores, el cártel del Golfo se dividió en varias fracciones: la de Los Rojos, y "Los Ciclones" fieles a la familia Cárdenas, y la de Los Metros, controlados por José Eduardo Costilla Sánchez, El Coss, quien se erigió como el principal jefe de esa organización criminal. Buscado por la justicia de Estados Unidos, fue uno de esos sigilosos capos que supuestamente tuvieron la protección y cobijo de la Marina y el Ejército (según la revista Proceso).
Sigiloso, Jorge Eduardo Costilla Sánchez, El Coss, logró mantenerse lejos de la "guerra al narcotráfico" de Felipe Calderón y, asentado en Tamaulipas, en la frontera con Estados Unidos, vio cómo se derrumbaron los hermanos Cárdenas Guillén.
Traiciones y batallas internas acendradas durante el 2011 en el cártel del Golfo lo alejaron poco a poco el control del grupo que ahora, se supone mantiene una alianza con Joaquín El Chapo Guzmán, del cártel de Sinaloa.
Costilla fue uno de varios miembros de alto rango del cártel del Golfo que es acusado en los Estados Unidos por actividades de tráfico de drogas. Costilla también es acusado por amenazar a agentes del orden público de EE. UU. en noviembre de 1999. En ese incidente, el FBI y agentes de la DEA en México fueron detenidos por la fuerza a punta de pistola por un grupo de hombres fuertemente armados, al parecer Costilla y otros miembros clave del cártel del Golfo. Se dice que Costilla y los otros miembros del cártel apuntaron con rifles AK-47 a los agentes Federales de los EE. UU. y amenazaron con matarlos. Después de un tenso enfrentamiento, a los agentes del FBI y de la DEA se les permitió salir.

### Arresto
Costilla Sánchez, "El Coss", fue detenido por elementos de la Marina en Tampico, Tamaulipas el 12 de septiembre de 2012. Por el jefe del cártel del Golfo se ofrecía una recompensa de 30 millones de pesos.
Costilla Sánchez es conocido por ser un sanguinario y por disputarle el liderazgo del cártel al hermano de Osiel Cárdenas Guillén.
Dos días después por la noche fue cuando se confirmó que se había capturado a El Coss en el estado de Tamaulipas, la noticia corrió rápidamente, hasta de forma internacional.
La SEMAR indicó que en el operativo para capturar a "El Coss" no se realizó ningún disparo, el mismo se llevó a cabo a las 18:15 horas del miércoles 12 de septiembre de 2012, en la colonia Lomas de Rosales, ubicada cerca de la concurrida Avenida Hidalgo en Tampico. Se indicó que todo comenzó con una persecución entre autoridades y hombres armados. Fueron 30 elementos de la Marina quienes participaron en la acción. "El Coss" no se resistió al arresto. Junto a "El Coss" fueron capturados cinco integrantes más del Cártel del Golfo, entre los que se encontraba el jefe de plaza en Tampico del grupo delictivo.
Jorge Eduardo Costilla Sánchez era buscado por autoridades de México y de Estados Unidos, ofreciendo una millonaria recompensa por información que llevara a su captura, 30 millones de pesos y 5 millones de dólares respectivamente.
Durante la madrugada del jueves 13 de septiembre, otros cinco integrantes del Cártel del Golfo fueron capturados en el municipio de Río Bravo, Tamaulipas, ellos señalaron ser escoltas personales de "El Coss". A los escoltas de "El Coss" se les aseguraron seis armas largas, más de 3,500 cartuchos útiles, 8 chalecos antibalas, entre otras cosas.
Hubo incertidumbre en estados como Tamaulipas, Coahuila y Nuevo León, ya que, con la captura de "El Coss", se esperaron hechos violentos.

## Recompensa
En los EE. UU., es acusado de 12 cargos de tráfico de drogas y lavado de dinero y también es buscado por agredir a un oficial de la ley federal. El Departamento de Estado de EE. UU. ofrecía una recompensa de hasta 5 millones de dólares por información que condujera a su arresto o condena.

### Extradición
Fue extraditado a Estados Unidos en 2015. El 26 de septiembre de 2017, se declaró culpable de una conspiración internacional para traficar cocaína y marihuana en Estados Unidos como parte de un acuerdo de colaboración con el Gobierno de Estados Unidos. Dicho acuerdo tenía como finalidad que las autoridades de ese país le redujeran la condena.

### Sentencia
El 15 de septiembre de 2022, fue condenado a cadena perpetua y se le ordenó pagar una multa de 5 millones de dólares, la cantidad que se descubrió que se había beneficiado de su participación en el tráfico de drogas. Está recluido en USP Coleman I.